# Toeristisch Informatie Punt

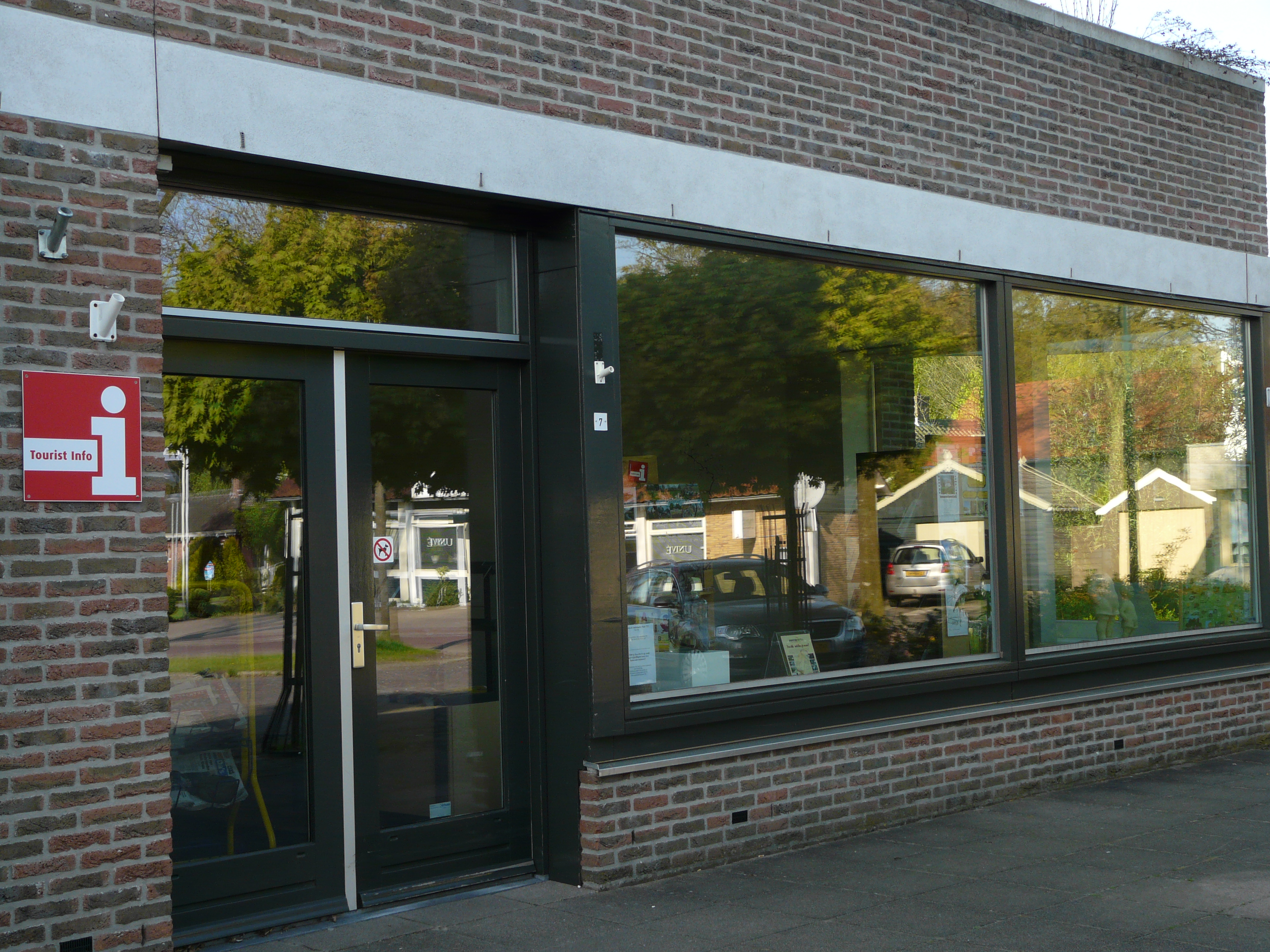
Toerist Informatie Punt in Havelte

Een Toeristisch Informatie Punt (TIP) is een toeristische organisatie in de provincie Drenthe.
Sinds 2008 bestaat de VVV in veel plaatsen in Drenthe niet meer. Ze zijn vervangen door een TIP. Ze bieden veelal dezelfde informatie als een VVV. Er wordt gewerkt met vrijwilligers.
Het heeft ook een nieuw logo, rode achtergrond met witte letters en grote I.